# Tostes
Tostes település Franciaországban, Eure megyében. Lakosainak száma 443 fő (2018. január 1.). Tostes Montaure községgel határos.

## Népesség
A település népessége az elmúlt években az alábbi módon változott:
| Lakosok száma | 216  | 233  | 270  | 315  | 346  | 444  | 449  | 445  | 442  | 443  |
|               | 1968 | 1975 | 1982 | 1990 | 1999 | 2011 | 2013 | 2015 | 2017 | 2018 |